# Harvest Moon GB
Harvest Moon GB (牧場物語GB?, Bokujō Monogatari GB) è il secondo titolo della serie di videogiochi Harvest Moon, ed è stato sviluppato dalla Victor Interactive Software. Harvest Moon GB è il primo titolo della serie Harvest Moon ad essere sviluppato per una console portatile, cioè il Game Boy. Una versione a colori per Game Boy Color è stata pubblicata successivamente con il titolo Harvest Moon GBC.